# Passel
Passel ist eine französische Gemeinde mit 271 Einwohnern (Stand: 1. Januar 2022) im Département Oise in der Region Hauts-de-France. Sie gehört zum Kanton Noyon und zum Gemeindeverband Pays Noyonnais. 

## Geografie
Passel liegt im Pays Noyonnais etwa 26 Kilometer nordöstlich von Compiègne. Die Gemeinde wird vom Canal latéral à l’Oise und vom Flüsschen Divette durchquert, das knapp außerhalb in die Oise einmündet. Umgeben wird Passel von den Nachbargemeinden Larbroye im Norden, Noyon im Nordosten, Pont-l’Évêque im Osten und Nordosten, Sempigny im Osten, Chiry-Ourscamp im Süden sowie Ville im Westen.

## Bevölkerungsentwicklung
| Jahr                      | 1962 | 1968 | 1975 | 1982 | 1990 | 1999 | 2006 | 2013 |
| ------------------------- | ---- | ---- | ---- | ---- | ---- | ---- | ---- | ---- |
| Einwohner                 | 212  | 191  | 211  | 267  | 286  | 299  | 324  | 287  |
| Quelle: Cassini und INSEE |      |      |      |      |      |      |      |      |

## Sehenswürdigkeiten
- Kirche Saint-Martin
- Schloss Le Mont-Renaud aus dem 14. Jahrhundert, Umbauten aus dem 20. Jahrhundert